# Diplonevra picea
Diplonevra picea är en tvåvingeart som beskrevs av Borgmeier 1969. Diplonevra picea ingår i släktet Diplonevra och familjen puckelflugor.
Artens utbredningsområde är Puerto Rico. Inga underarter finns listade i Catalogue of Life.